# Glipodes
Glipodes là một chi bọ cánh cứng trong họ Mordellidae.
Chi này được miêu tả khoa học năm 1862 bởi LeConte.

## Các loài
Chi này gồm các loài:
- Glipodes bordoni Franciscolo, 1990
- Glipodes dietrichi Franciscolo, 1962
- Glipodes sericans (Melsheimer, 1845)
- Glipodes tertia Ray, 1936